# Khasi Hills Autonomous District Council
El Khasi Hills Autonomous District Council, o Consell Autònom del Districte de Khasi Hills és una entitat administrativa de Meghalaya amb poder limitats, dirigits a protegir la identitat i costums de l'ètnia dels khasis, amb autoritat sobre els tres districtes khasis:
- Districte d'East Khasi Hills.
- Districte de West Khasi Hills.
- Districte de Ri Bhoi

## Història
Els 25 estats khasis no eren part de l'Índia Britànica i quan es va acostar el moment de la independència de l'Índia els britànics els van oferir restar com a colònia britànica. Però els líders nacionals, mal aconsellats per reverend JJM Nochols Roy, van rebutjar l'oferta i van demanar una especial protecció per les seves costums, cultura i tradicions que preservessin la seva identitat ètnica; sobre aquesta base els 25 caps van signar el document d'accessió el 1948. Com en els altres casos l'Índia no va respectar l'acord i els khasis foren integrats a la província i després estat d'Assam sense cap respecte per la seva identitat.
El 27 de juny de 1952 per resoldre l'afer es va crear el Khasi Hills Autonomous District Council (ADC).
Un territori autònom de Meghalaya dins d'Assam es va formar per la llei anomenada Assam Reorganisation Meghalaya Act, de 1969, abraçant els districtes de Khasi and Jaintia Hills i el de Garo Hills. Dos anys després els estats del Nord-est es van reorganitzar sota la llei North Eastern Areas Reorganisation Act aprovada el 1971 i es va crear (gener del 1972) l'estat de Meghalaya amb els districtes del territori i la ciutat de Shillong (que no havia format part del territori de Meghalaya i havia restat sota autoritat directe d'Assam). LLavors es van formar tres districtes:
- United Khasi-Jaintia Hills District
- Jowai District.
- Districte de Garo Hills

Però el governador de Meghalaya va modificar als pocs mesos els noms i el primer va ser rebatejat Districte de Khasi Hills, i el segon Districte de Jaintia Hills, el 14 de juny de 1973. Dins de l'estat van quedar tres districtes autònoms amb autoritat molt limitada (encara sobre les competències, preval l'autoritat de l'estat):
- 1. Khasi Hills Autonomous District Council

- 2. Jaintia Hills Autonomous District Council.

- 3. Garo Hills Autonomous District Council.

El districte autònom té 30 membres, 29 dels quals són elegits pel poble a les corresponents circumscripcions i un nomenat pel governador. El seu termini és de 5 anys. El cap del partit més votat és nomenat pel governador com Cap Executiu del Consell i sota la seva proposta s'escullen els membres executius del consell. El consell s'ha de reunir almenys tres vegades l'any sota un president del Districte. Els consells dels districtes autònoms els formen membres electes a les circumscripcions. El cap executiu i els executius formen el Comitè Executiu i dirigeixen la política en les matèries sobre les que tenen competència que són:
- Terres, excepte reserves forestals
- Boscos excepte reserves forestals
- Ús de la terra i l'aigua per l'agricultura
- Regulació de pràctiques agrícoles com el jhum
- Establiment de les administracions de vila o pobles incloent policia de poble i sanitat
- Nomenament dels caps i concessió de poders
- Establiment de comitès de vila o poble i concessió de poders
- Regulació de lleis d'herència i propietat
- Matrimoni
- Costums socials

La superfície sobre la qual exerceix jurisdicció és de 10.443 km². La capital és Shillong.

## Llista de caps executius
- J. Rynjah (1952-1953)
- Hobel Rynjah (1953-1954)
- B.M. Roy (1954-1956)
- J. Rynjah (segona vegada 1956-1957)
- B.M.Pugh (1958-1960)
- T. Cajee (1960-1963)
- E. Bareh (1963-1965)
- W. Reade (1966-1967)
- J. Swer (1967-1972)
- L.G. Shullai (1972-1974)
- B. Wanniang (1974)
- Vacant 1974-1977
- R. Dkhar (agost a novembre de 1977)
- B. Wanniang (segona vegada, juliol a novembre de 1977)
- Vacant 1977-1979
- B. Wanniang (1979-1984)
- H.S. Lyngdoh (1984 - 1989)
- G.S. Massar (1989 - 1992)
- R. Lyngdoh (1992 - 1993)
- D.R. Nongkynrih (1993-1994, 1994-1996)
- R.R Makdoh (1996-1998)
- W.D. Lyngwi (març a abril de 1998)
- D.R. Nongkynrih (abril a agost de 1998)
- W.D. Lyngwi (agost 1998-1999)
- B.M.Lanong (1999-2000)
- W.D. Lyngwi (2000-2002)
- P.K.Raswai (2002-2003)
- W.D. Lyngwi (abril a desembre de 2003)
- Prestone Tynsong (febrer a juliol de 2004)
- H.S. Shylla (2004 - 2008)
- B. Syiem (2008 - 2009)
- Celestine Lyngdoh (febrer a juny de 2009)
- Shri Manstudy Nongrem (8 de juny 2009 -)

## Llista de presidents
- F. War (1952-1957)
- R. Nongrem (Setembre a desembre 1957)
- W. Reade (1958 - 1966)
- G.S. Giri (1966 - 1967)
- R. Dkhar (1967 - 1972)
- B. Wanniang (1972 - 1974)
- J. Khongjoh (1974 - 1978)
- D. Lyngdoh (1979 - 1984)
- P.G. Marbaniang (1984 - 1988)
- B. Wanniang (segona vegada 1988 - 1989)
- R.R. Makdoh (1989 - 1994 i 1994 - 1996)
- Y.K. Lyngdoh (1996 - 1998)
- W.D. Lyngwi (març-abril de 1998)
- B.M Lanong (1998 - 1999)
- H. Marwein (1999 - 2004)
- M. Pyrbot (2004 - 2009)
- E.K. Raswai (23 de febrer de 2009 - 22 de juny de 2009)
- Fabian Lyngdoh (26 de juny 2009 -)